# Милтроф
Милтроф (њем. Mühltroff) град је у њемачкој савезној држави Саксонија. Једно је од 45 општинских средишта округа Фогтланд. Према процјени из 2010. у граду је живјело 1.829 становника. Посједује регионалну шифру (AGS) 14523240.

## Географски и демографски подаци
Милтроф се налази у савезној држави Саксонија у округу Фогтланд. Град се налази на надморској висини од 482 метра. Површина општине износи 27,7 km². У самом граду је, према процјени из 2010. године, живјело 1.829 становника. Просјечна густина становништва износи 66 становника/km².